# Maria Teresa Habsburg
Maria Teresa Walburga Amalia Christina von Habsburg (ur. 13 maja 1717 w Wiedniu, zm. 29 listopada 1780 tamże) – córka cesarza Karola VI Habsburga i księżniczki Elżbiety z Brunszwiku-Wolfenbüttel, córki Ludwika Rudolfa, księcia brunszwickiego na Lüneburgu, królowa Czech i Węgier, niekoronowana cesarzowa od 1745.
Prawo Marii Teresy do sukcesji po ojcu było kwestionowane przez podnoszenie pretensji jego bratanic, córek Józefa I Habsburga. Zabezpieczone zostało przez sankcję pragmatyczną z 1713, uznaną przez większość znaczących państw europejskich. Niemniej, po śmierci Karola VI Habsburga i uwidocznieniu słabości Austrii w starciu z Prusami, które dokonały najazdu na Śląsk (zob. wojny śląskie), prawa Marii Teresy zostały podane w wątpliwość. Rozpoczęła się austriacka wojna sukcesyjna (1740-1748), w której udział brały Prusy, Francja, Bawaria i Hiszpania z jednej, a Austria z drugiej strony. Saksonia i Sardynia, początkowo walczące przeciwko Marii Teresie, zmieniły front w trakcie wojny. Wielka Brytania, Hanower, Holandia i Rosja włączyły się do wojny po stronie austriackiej. W celu odzyskania Śląska cesarzowa doprowadziła w 1756 do wojny z Prusami (wojna siedmioletnia), a w 1772 Austria razem z Prusami i Rosją dokonała I rozbioru Polski. Po ślubie 1736 z księciem Lotaryngii Franciszkiem I Stefanem, późniejszym cesarzem Franciszkiem I Stefanem, zapoczątkowała dom Habsbursko-Lotaryński.
Maria Teresa wraz z Franciszkiem I Stefanem, a później z synem (współregentem) Józefem II Habsburgiem, prowadziła rządy w duchu oświeceniowego absolutyzmu, dzięki jej reformom administracji, sądownictwa, oświaty, armii i finansów, Austria stała się mocarstwem europejskim, zaś jej stolica Wiedeń drugim, po Paryżu, ośrodkiem sztuki, kultury, życia towarzyskiego (dwór wiedeński) oraz mody w Europie.
Ze związku z Franciszkiem I Stefanem, Maria Teresa urodziła szesnaścioro dzieci, m.in.: cesarza Józefa II, wielkiego księcia Toskanii i następcę Józefa, Leopolda II oraz wydaną za Ludwika XVI Marię Antoninę. Maria Teresa zażądała, aby wszystkim jej pierworodnym wnuczkom nadawać imiona na jej cześć i ostatecznie pod koniec XVIII wieku, w różnych krajach europejskich było sześć księżniczek o imieniu Maria Teresa.

## Następczyni tronu

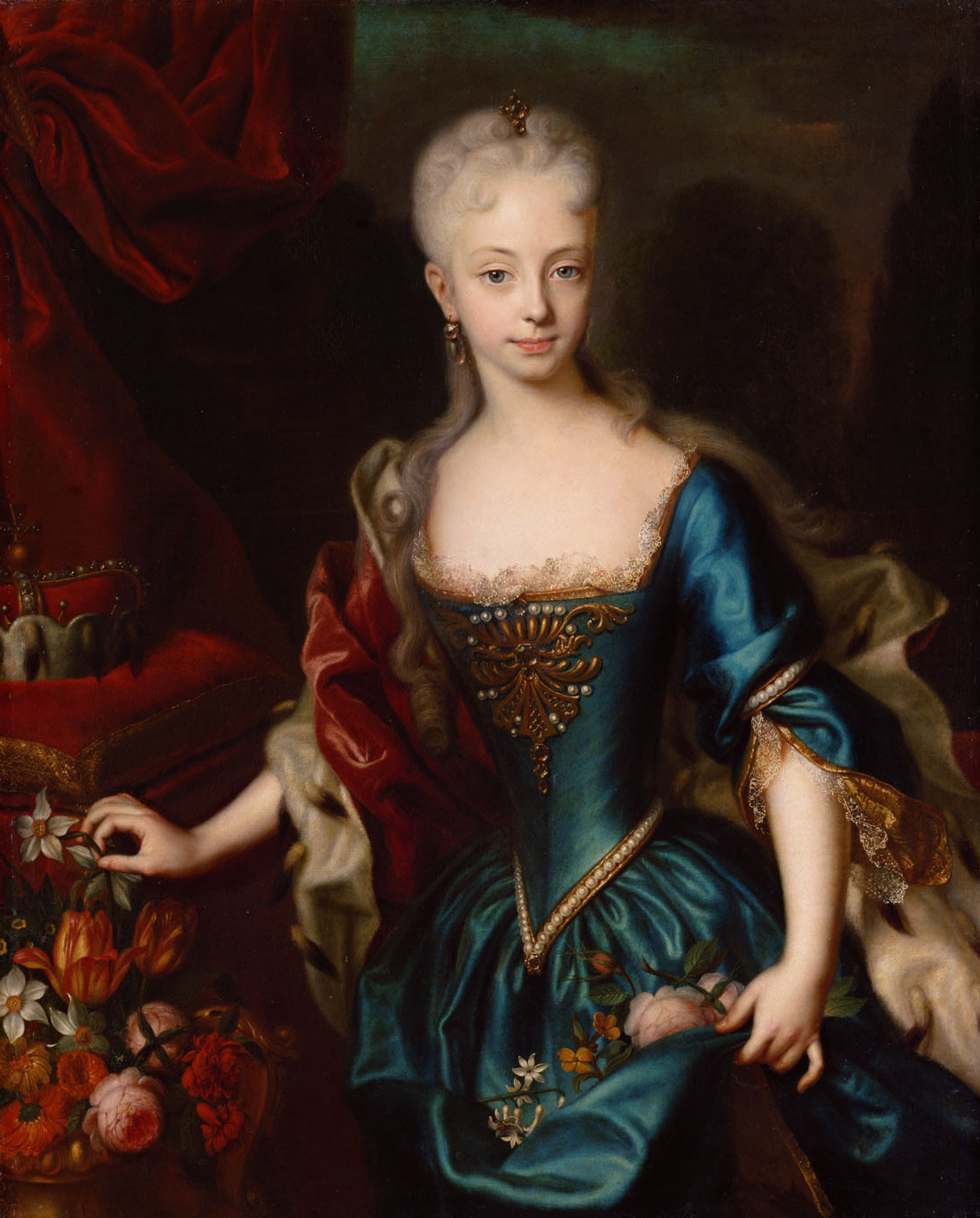
Maria Teresa w wieku ok. 10 lat (lub nieco starsza)

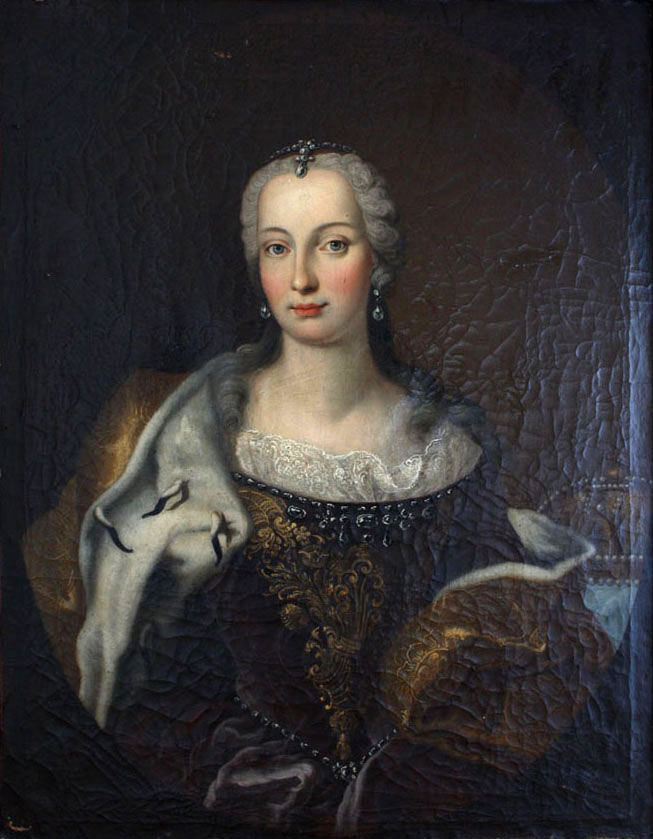
Młoda Maria Teresa

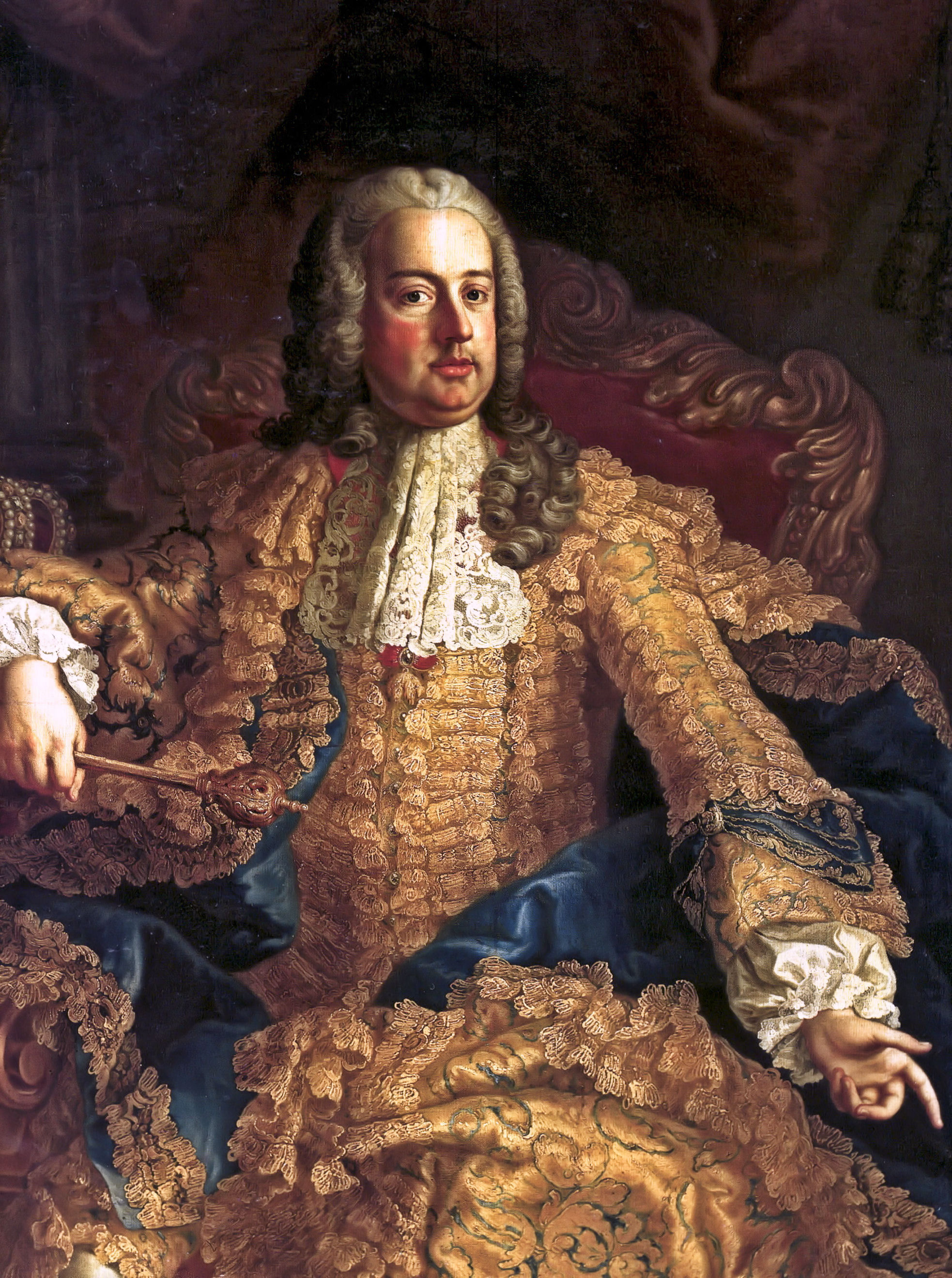
Franciszek I Lotaryński, mąż Marii Teresy

Maria Teresa urodziła się w Hofburgu, ale dzieciństwo spędziła w wiedeńskiej rezydencji ojca, Favoricie. Jej narodziny przyjęto z rozczarowaniem, gdyż oczekiwano męskiego potomka. Przyszła cesarzowa spędziła dzieciństwo w towarzystwie swojej młodszej siostry, Marii Anny. Była wesołym i głodnym wrażeń dzieckiem. Miała dobre relacje z ojcem, który sztywny i poważny w sprawach państwowych i dworskich, w obcowaniu z córkami wykazywał humor i pogodę ducha. Relacje Marii Teresy z matką były natomiast bardzo chłodne. W swojej bogatej korespondencji Maria Teresa ani razu nie wspomniała o matce. Jej miejsce zajęła wychowawczyni Marii, ochmistrzyni dworu hrabina Maria Karolina Charlotta Fusch, zwana przez księżniczkę „mammi”.
Przyszła cesarzowa była zdolnym dzieckiem. Lubiła historię, strzelała z łuku i strzelby, miała również talent muzyczny. Grała na fortepianie i wspaniale śpiewała. Ambasadorzy innych krajów wróżyli jej karierę operową. Sama cesarzowa pod koniec życia stwierdziła: Mogłam być pierwszą virtuosa Europy. W 1744 z okazji małżeństwa siostry Maria Teresa zaśpiewała główną arię w operze Johanna Adolfa Hassego pt. Ipermestra.
Marię uczono języka francuskiego, włoskiego, hiszpańskiego i łaciny, ale żadnym z nich biegle nie władała. Jej sposób mówienia po francusku określano mianem „ekscentrycznego”. W posługiwaniu się łaciną wyręczał ją sekretarz Bartenstein. Maria Teresa nie umiała nawet dobrze po niemiecku, mówiąc charakterystycznym wiedeńskim dialektem. Mało czytała, ale znała utwory Bossueta, Fenelona, Racina i Moliera, który był jej ulubionym dramatopisarzem.
Mimo iż była następczynią tronu, ojciec odsuwał ją od spraw państwowych. Kiedy więc Maria objęła tron w 1740 była dość słabo przygotowana do rządów, wiedzę czerpiąc głównie z obserwacji działań ojca.
Karol VI cały czas próbował zapewnić dziedziczenie swojej córce. Sankcja pragmatyczna cesarza Leopolda I z 1703 wyznaczała, w wypadku braku męskiego potomka dynastii Habsburgów, następczynie w osobach córek starszego brata Karola VI, Józefa I. W 1713 Karol wydał własną sankcję pragmatyczną, w której ustanawiał swoją następczynią w krajach dziedzicznych Habsburgów swoją najstarszą córkę. Przez całe panowanie dążył do uznania sankcji przez państwa europejskie. Udało mu się to, ale o następstwie w krajach dziedzicznych miała zadecydować wojna o sukcesję austriacką.
Jako następczynię tronu Marię należało odpowiednio wydać za mąż. 12 lutego 1736 poślubiła w Wiedniu księcia Lotaryngii Franciszka Stefana (8 grudnia 1708 – 18 sierpnia 1765), syna księcia Leopolda Lotaryńskiego i Elżbiety Charlotty, córki księcia Filipa I Orleańskiego. Franciszek musiał w efekcie tego małżeństwa zrzec się na rzecz Francji Lotaryngii (otrzymał ją Stanisław Leszczyński), sam otrzymał w 1737 rządy w wielkim księstwie Toskanii.
Kolejne lata małżonkowie spędzili we Florencji. Franciszka i Marię połączyło głębokie uczucie i do końca życia pozostali zgodnym i szczęśliwym małżeństwem. Franciszek pogodził się z rolą tytularnego współwładcy, pozostając w cieniu swojej żony. Małżonkowie doczekali się szesnaściorga dzieci, w tym jedenastu córek, z których każda otrzymała na pierwsze imię Maria.

## Wojna o sukcesję austriacką

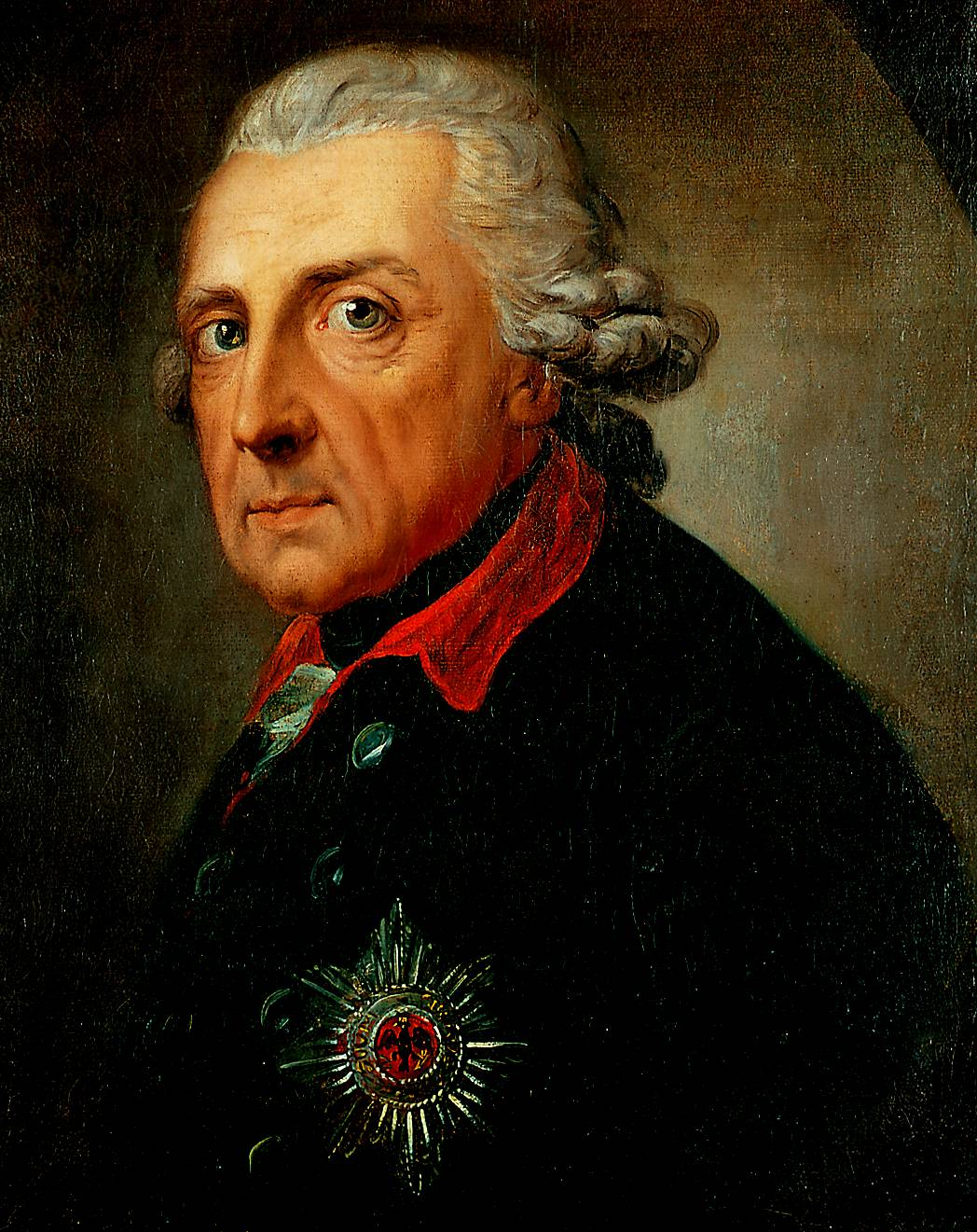
Król Prus Fryderyk II

Cesarz Karol VI zasłabł nagle podczas polowania i zmarł 20 października 1740. Sankcja pragmatyczna wprawdzie wskazywała następców zmarłego cesarza w osobach Marii Teresy i jej męża, ale sukcesja w krajach dziedzicznych wciąż była niepewna. W takiej sytuacji pomoc małżonkom zaproponował król Prus Fryderyk II. Zapłatą za nią miał być Śląsk, który Fryderyk, nie pytając nikogo o zgodę, zagarnął w ciągu dwóch miesięcy, między grudniem 1740 a lutym 1741. Maszerująca przeciwko Prusakom armia marszałka Neipperga została 10 kwietnia 1741 pobita w bitwie pod Małujowicami. Klęska austriacka usankcjonowała zabór Śląska. Co gorsza dla nowej królowej, inne kraje, które wcześniej uznały sankcję pragmatyczną, również zechciały wzbogacić się kosztem Austrii.
Sukces Prus przypomniał niektórym monarchom o ich prawach do wiedeńskiego tronu. Dynastyczne tytuły mieli mężowie córek Józefa I, starszego brata Karola VI. Byli to elektor bawarski Karol Albert i elektor saski, i równocześnie król Polski, August III. Na habsburskie posiadłości we Włoszech wciąż łakomym okiem patrzyła Hiszpania, gdzie królowa Elżbieta Farnese uporczywie kierowała ku sprawom Italii myśli swojego męża. Król Sardynii Karol Emanuel III wciąż miał ambicję podbić Lombardię. Dążenia te popierała Francja, gdzie przewagę na dworze uzyskała partia wojenna z marszałkiem Belle-Isle. Dzięki staraniom Belle-Isle’a zawarto traktat rozbioru ziem habsburskich.
Fryderyk II miał otrzymać Dolny Śląsk, podczas gdy Górny Śląsk i Morawy miały przypaść Augustowi III, a elektor bawarski otrzymywał Czechy, Górną Austrię i Tyrol oraz koronę cesarską. Austria była w tym konflikcie początkowo odosobniona. Nie mogła liczyć na pomoc Rosji, uwikłanej w wojnę ze Szwecją. Wielka Brytania, Hanower i Holandia stały po stronie Marii Teresy, ale ograniczały się tylko do wsparcia finansowego.

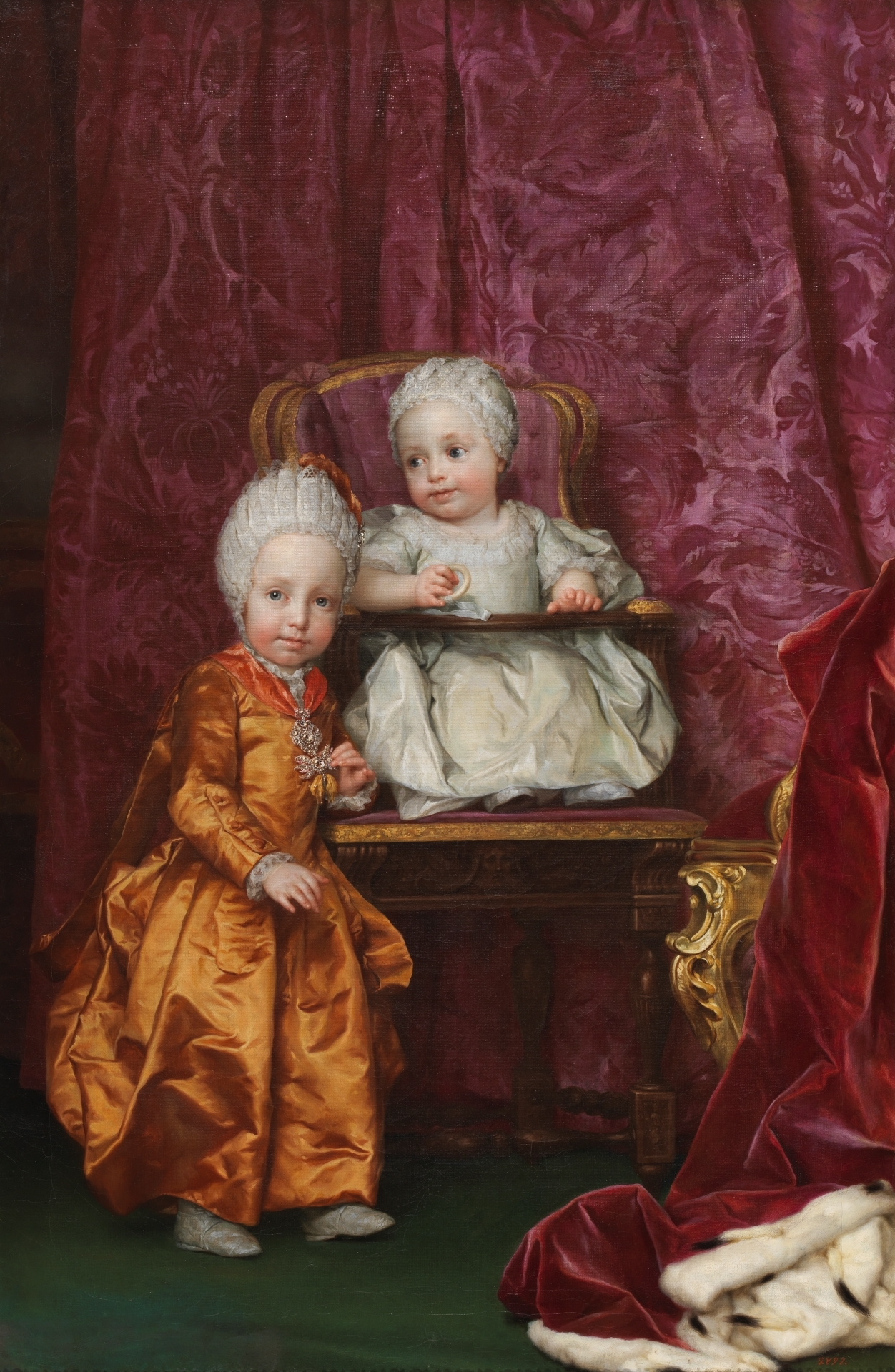
Dzieci Marii Teresy – Maria Karolina i Ferdynand

Tymczasem koalicja nie próżnowała. Na jesieni 1741 elektor bawarski zajął Górną Austrię i Czechy, a 24 stycznia 1742 został okrzyknięty cesarzem. W tej sytuacji Marii Teresie pomogła obawa Fryderyka II przed nadmiernym wzrostem potęgi elektora bawarskiego oraz chęć zatrzymania przez Prusy całego Śląska. Dzięki pośrednictwu angielskiej dyplomacji Maria Teresa zawarła z Fryderykiem rozejm. Królowa znalazła silne oparcie na Węgrzech. Podczas koronacji 18 maja 1741 obiecała przywrócenie dawnych swobód. Za sprawą Jánosa Pálffy’ego Węgrzy wystawili liczną armię.
W pierwszych miesiącach 1742 Austriacy ruszyli do kontrofensywy. Odzyskano Górną Austrię i zajęto prawie całą Bawarię. Tymczasem Fryderyk II zerwał rozejm i, współdziałając z Sasami, zaatakował Czechy i Morawy. 17 maja 1742 zadał wojskom austriackim klęskę pod Chotusicami. Maria Teresa została zmuszona do podpisania 11 czerwca we Wrocławiu pokoju oddającego Prusom Śląsk (oprócz księstw cieszyńskiego i opawskiego). W ślad za Prusami z wojny wycofała się również Saksonia. W efekcie Austriacy odzyskali Czechy. 12 maja 1743 Maria Teresa koronowała się w Pradze na królową Czech.
Do niewielkich działań doszło również we Włoszech. Karol Emanuel lawirował między Francją i Austrią. Ostatecznie desant wojsk hiszpańskich w Italii na przełomie 1741 i 1742 sprawił, że zbliżył się on do Marii Teresy. We wrześniu 1743 zawarł sojusz z Austrią za cenę obietnicy Piacenzy i części Lombardii. W 1743 do wojny włączyła się również Wielka Brytania. We Francji doszła do głosu partia wojenna. W październiku 1743 podpisano pakt familijny z Hiszpanią, a armia francuska wkroczyła do austriackich Niderlandów. Austriacy zrezygnowali z obrony Belgii i przenieśli działania wojenne nad Ren. Zagrozili nawet Alzacji.
W tej sytuacji do wojny przystąpił ponownie Fryderyk II, którego zaniepokoił wzrost austriackiej potęgi w Niemczech. Fryderyk sprzymierzył się z cesarzem Karolem, jesienią 1744 uderzył na Czechy i zajął Pragę. Austriacy musieli opuścić Bawarię, ale wyprawa Fryderyka do Czech zakończyła się niepowodzeniem i odwrotem armii pruskiej. Zachęcona tym Austria zawarła sojusz z Saksonią i uderzyła na Śląsk. Fryderyk obronił jednak swoją zdobycz odnosząc zwycięstwo nad połączonymi wojskami austriacko-saskimi pod Dobromierzem 4 czerwca 1745. Następnie Fryderyk najechał Saksonię. 25 grudnia 1745 Maria Teresa podpisała pokój w Dreźnie, który powtarzał warunki pokoju wrocławskiego.
20 stycznia 1745 zmarł cesarz Karol. Nowy elektor bawarski Maksymilian III Józef, mimo nacisków francuskich, poparł kandydaturę Franciszka Stefana. Został on wybrany na cesarza 13 września.
Tymczasem Francuzi opanowali austriackie Niderlandy. Hiszpański infant Filip zajął we Włoszech Piemont i część Mediolanu. W 1746 Austriacy zdobyli Genuę i zagrozili granicom Francji. Zostali jednak rychło wyparci przez ludowe powstanie. W tym samym roku zmarł Filip V i Hiszpania straciła zainteresowanie sprawami włoskimi.
Wyczerpująca wojna została zakończona pokojem w Akwizgranie 28 października 1748 Austria utraciła Śląsk na rzecz Prus oraz księstwa Parmy i Piacenzy na rzecz infanta Filipa. Monarchia Habsburgów utrzymała się, a armia austriacka ponownie zaczęła zwyciężać na polach bitew. Maria Teresa nigdy nie pogodziła się z utratą Śląska. Spróbuje go odzyskać podczas następnej wojny.

## Wojna siedmioletnia

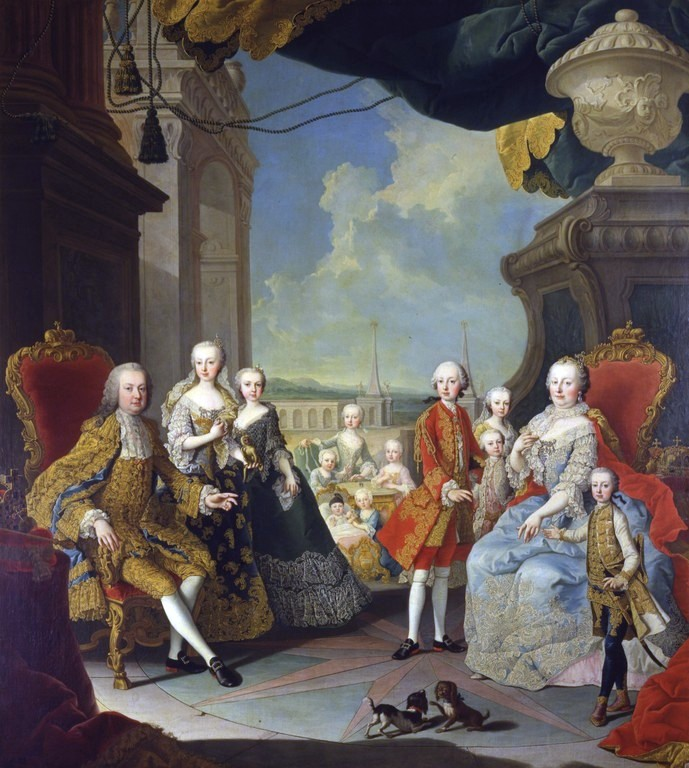
Maria Teresa (druga z prawej) wraz z rodziną

Pokój w Europie przetrwał do 1756. Monarchia Marii Teresy przeżyła w tym czasie liczne reformy. Dokonała się również zmiana w austriackiej polityce zagranicznej, tzw. odwrócenie przymierzy. Zamiast dotychczasowego sojuszu z Wielką Brytanią, Holandią, Hanowerem i Rosją, Austria, dzięki działalności swojego kanclerza, Wenzela Antona von Kaunitza, sprzymierzyła się z Francją i Hiszpanią. Prusy sprzymierzyły się wówczas z Wielką Brytanią.
30 sierpnia 1756 atak Fryderyka II na Saksonię rozpoczął III wojnę śląską, stanowiącą epizod wojny siedmioletniej. Prusacy błyskawicznie zdobyli Drezno, a August III ze swoją armią zostali otoczeni w twierdzy Pirna nad Łabą. Idąca na odsiecz armia austriacka została zatrzymana 1 października pod Lowosicami. Wygłodzona armia saska skapitulowała 16 października.
Rok następny to atak Fryderyka na Czechy. 1 maja król Francji Ludwik XV Burbon zawarł sojusz z Austrią, dzieląc przy okazji ziemie pruskie. Austria miała na powrót otrzymać Śląsk. Było to jednak dzielenie skóry na niedźwiedziu. Fryderyk wkroczył do Czech, pokonał księcia Karola Lotaryńskiego 6 maja pod Pragą i obległ stolicę Czech. 18 czerwca został jednak pokonany przez feldmarszałka Dauna pod Kolinem i musiał opuścić Czechy. Do wojny po stronie Austrii włączyli się Rosjanie, którzy wkroczyli do Prus Wschodnich. Francuzi zajęli tymczasem Hanower i stanęli u wrót Saksonii. Austriacy wkroczyli na Śląsk. Fryderyk II pokonał jednak Francuzów pod Rossbach i Austriaków pod Lutynią i zmusił ich do opuszczenia Śląska.
Kolejne lata wojny to czas lokalnych sukcesów Austrii na Śląsku. Mimo miażdżącej przewagi francusko-austriacko-rosyjskiej koalicji Fryderyk odnosił liczne sukcesy, ale jego rezerwy zaczynały się wyczerpywać. Wydawało się, że klęska Prus jest kwestią czasu. Jednak w 1762 zmarła antyprusko nastawiona caryca Elżbieta I. Jej następcą został wielki miłośnik Fryderyka, Piotr III Romanow. Zawarł on sojusz z Prusami i wycofał z frontu rosyjskie wojska. Wojna zakończyła się w 1763 dyplomatycznym sukcesem Prus. Austria nie wyniosła z tej wojny żadnych korzyści.

## Reformy wewnętrzne
Wojna o sukcesję austriacką była ciężką próbą dla habsburskiej monarchii. Maria Teresa uzyskała wprawdzie poparcie na Węgrzech, ale stany czeskie nie miały oporów przed oddaniem korony elektorowi bawarskiemu. Czechy ściślej związały się z monarchią habsburską dopiero podczas wojny siedmioletniej i oblężenia Pragi w 1757. Czesi dzielnie walczyli pod Kolinem, a ich postawę doceniła cesarzowa. Maria Teresa nigdy nie pogodziła się z utratą Śląska. Była jednak świadoma, że bez gruntownych reform Austria nie ma szans na jego odzyskanie.

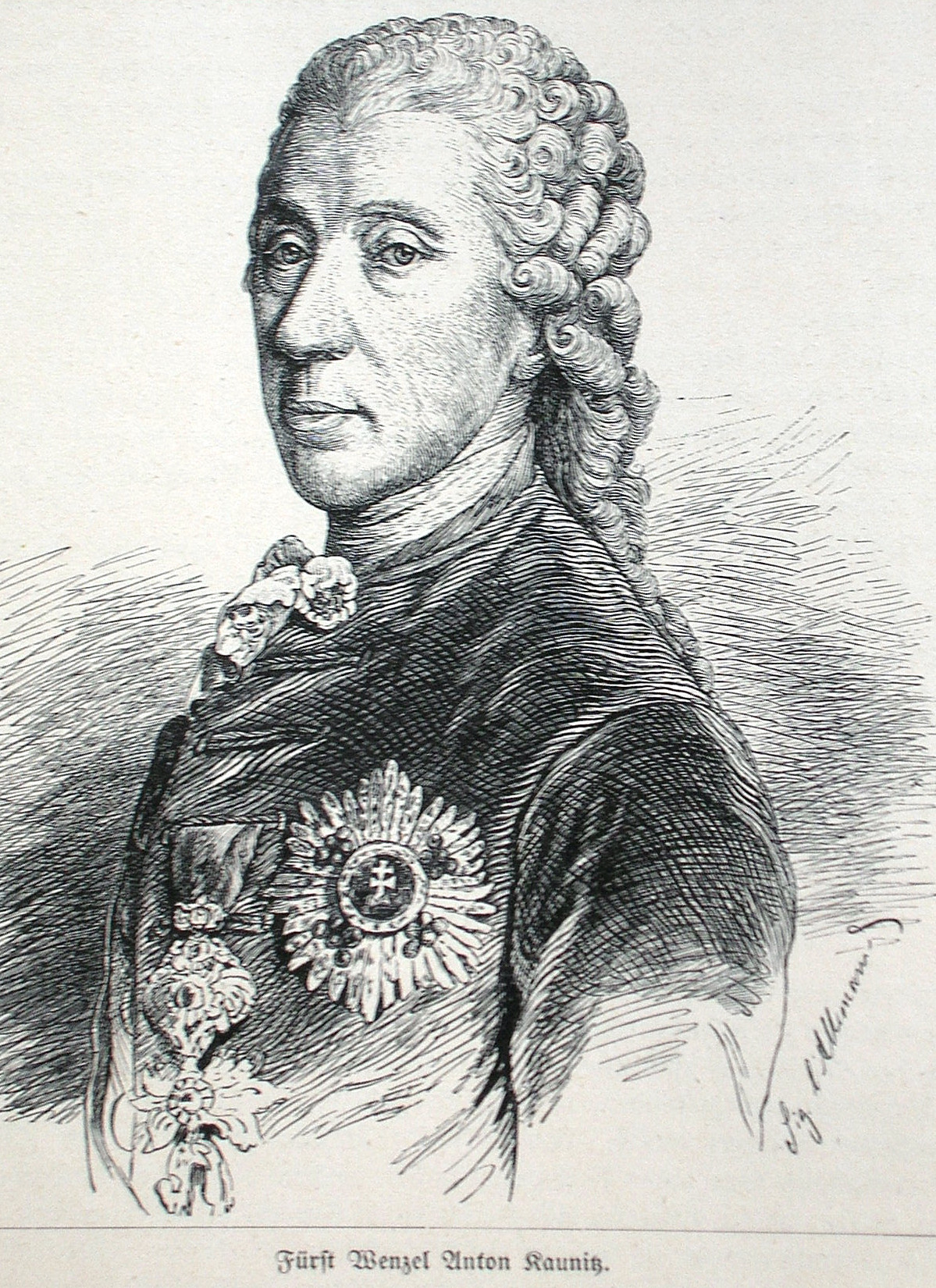
Wenzel Anton von Kaunitz

Na początku panowania Marii odsunięci zostali starzy dostojnicy jej ojca, którzy pamiętali jeszcze czasy cesarza Leopolda I. Ich miejsce zajęło grono utalentowanych reformatorów (Maria Teresa miała szczęśliwą rękę w dobieraniu doradców), na czoło których wysunęli się Wenzel Anton von Kaunitz (główny autor „odwrócenia przymierzy”) i Friedrich Wilhelm von Haugwitz.
Na Węgrzech zaniechano centralistycznej polityki Karola VI. Wprawdzie Maria Teresa nie dotrzymała złożonej w 1741 obietnicy, że będzie rezydowała w Budapeszcie, ale zjednała sobie węgierską szlachtę respektowaniem jej przywilejów, powoływaniem jej na wysokie godności w królestwie, czy też przyłączeniem do Węgier pogranicznych terenów Banatu i Serbii. Nikłe wpływy z podatków były równoważone wysokimi cłami nałożony na towary wywożone z Węgier. Niderlandy oraz włoskie posiadłości Habsburgów pozostały po dawnemu pod zarządem gubernatorów i regionalnych kancelarii. Czechy i Morawy zostały natomiast poddane intensywnej centralizacji. Na stronników elektora bawarskiego spadły liczne represje, bezwzględnie łamano uprawnienia stanowe. Haugwitz rozprawił się również z organami stanowymi Austrii, które jednak nie odgrywały już większej roli. W 1749 zniesiono odrębne kancelarie dla Austrii i Czech, wprowadzając w ich miejsce wspólne dla obu krajów urzędy centralne.

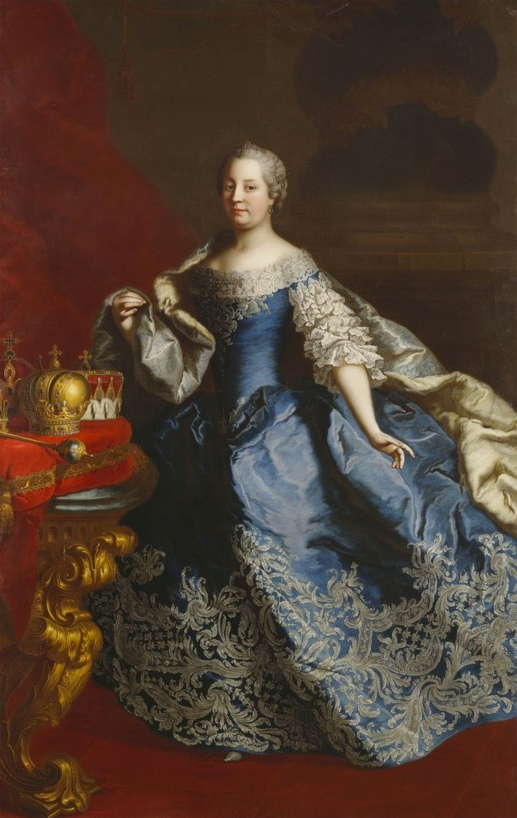
Cesarzowa Maria Teresa

W 1742 powołana została Kancelaria Dworu i Państwa, a w 1749 powstało przy niej archiwum. Rozdzielając kompetencje administracyjne i sądownicze Haugwitz zorganizował Najwyższą Izbę Sprawiedliwości (Oberste Justizstelle). Administracja i sprawy skarbowe znalazły się w gestii Directorium in publicis et cameralibus, kierowanej osobiście przez Haugwitza. Obok Nadwornej Rady Wojennej utworzono w 1749 Generalny Komisariat Wojenny i wprowadzono nowe zasady poboru rekruta. Odebrano sprawy podatkowe miejscowym stanom i przekazano je rozbudowanej administracji państwowej. W celach podatkowych sporządzono katastry w latach 1748 i 1756. W latach 1749–1752 przeprowadzono reformę uniwersytetu wiedeńskiego, a w 1752 założono w Wiener Neustadt Akademię Wojskową.
Podczas wojny siedmioletniej stany ponownie zaczęły podnosić głowę. W 1761 Kaunitz podjął więc kolejną próbę reorganizacji administracji państwowej. Powołana została Rada Państwa (Staatsrat), w skład której wchodził kanclerz, 3 ministrów stanu i 6 radców stanu. Instytucja ta, jako ciało doradcze, zajęła przy cesarzowej miejsce Tajnej Konferencji. Na miejsce Directorium Kaunitz wprowadził Zjednoczoną Austriacko-Czeską Kancelarię Nadworną (dla spraw administracyjnych) oraz Nadworną Izbę Skarbową, wraz z nadzorującą ją Nadworną Izbą Rachunkową. W 1762 upaństwowiono Bank Wiedeński, który podjął emisję pieniędzy papierowych. Z dawniejszych instytucji została utrzymana Tajna Kancelaria Stanu (dla spraw zagranicznych), Nadworna Rada Wojenna i Najwyższa Izba Sprawiedliwości. Ten system utrzyma się z niewielkimi tylko zmianami do 1848.
W sprawach administracji lokalnej Kaunitz musiał pójść na ustępstwa względem miejscowej szlachty, gdyż Austria nie miała wystarczającej liczby fachowców na obsadzenie wszystkich szczebli. Niższe szczeble zostały więc obsadzone szlachtą. Kaunitz rozbudował jednak podległą Zjednoczonej Kancelarii administrację gubernialną. W efekcie, pod koniec wojny siedmioletniej, Austria dysponowała najsprawniejszą administracją Europy.
Maria Teresa była bardzo religijna i miała konserwatywne poglądy. Prowadziła regalistyczną politykę kościelną, opodatkowała duchowieństwo, ale udało jej się utrzymać dobre stosunki z Rzymem. Działalność oświatowo-kulturalna władz wiedeńskich zyskała sobie miano „katolickiego Oświecenia”.
W 1765 zmarł cesarz Franciszek, co było wielką tragedią dla Marii Teresy, która do końca życia nie zdjęła wdowich szat. W miejsce zmarłego męża współregentem został następca tronu, arcyksiążę Józef, zapalony reformator. 15-letnie współrządy matki i syna nie układały się najlepiej. Starzejącą się cesarzową raziły „demokratyczne” zapędy pierworodnego. U schyłku życia Maria Teresa powróciła do kontrreformacyjnej polityki swojego ojca. Dysydentów z Karyntii i Styrii zmuszono do przesiedlenia się na Węgry, a w 1777 poddano brutalnym dragonadom 10 000 protestantów morawskich, którym odebrano dzieci.
Marię Teresę niepokoiły również wojenne ambicje syna. Uwidoczniło się to podczas wojny o sukcesję bawarską w latach 1778–1779, gdzie Maria Teresa hamowała ofensywne działania syna, zawierając pokój wbrew jego woli.
Po wojnie siedmioletniej naczelnym zadaniem dla państwa było uzdrowienie finansów i wzmocnienie armii. Obciążenia warstw niższych były już rozciągnięte do granic możliwości, więc jedynym ratunkiem było opodatkowanie szlachty. W 1764 zwołano sejm węgierski, który jednak odmówił zgody na opodatkowanie możnych. Maria Teresa respektowała dotąd przywileje szlachty, ale liczne powstania chłopskie zmuszały ją do przeniesienia części obciążeń na warstwy wyższe.
Równocześnie próbowano polepszyć dolę chłopów. W 1767 został wydany patent uralniający, ograniczający na Węgrzech pańszczyznę i zakazujący rugowania chłopów z ziemi. Opór szlachty został złamany i w latach 1770–1774 wprowadzono go w życie. W 1780 wszedł on w życie w Chorwacji i Banacie. W tymże 1767 rząd wiedeński zadekretował regulację obciążeń chłopskich w Styrii, gdzie stany krajowe przez 10 lat prowadziły akcję opóźniającą. Z oporami została również wprowadzona wydana w 1771 regulacja dla Śląska Cieszyńskiego. Dolna Austria przyjęła regulację pańszczyzny w 1772. W 1775 odpowiednie patenty zostały wydane dla Czech, Moraw i Galicji, a w 1778 złamano opór stanów w Styrii. Reformy wprowadzano wśród klęsk nieurodzaju i buntów chłopskich. Choć nie przeprowadzono zniesienia poddaństwa, to jednak chęć opodatkowania szlachty zaprowadziła Marię Teresę na drogę reform społecznych.
W 1765, mimo sprzeciwów papieża Klemensa XIII powołano w Mediolanie instytucję rządową mającą zwierzchność na sprawami kościelnymi. W latach 1768–1769, również wbrew papieżowi, opodatkowano duchowieństwo. W 1769 skasowano pierwsze klasztory, majątek rozdając ubogim. Dekret z 1771 nakazywał minimalny wiek 24 lat przy składaniu ślubów zakonnych. W ten sposób położone zostały fundamenty pod przyszłą doktrynę józefinizmu.

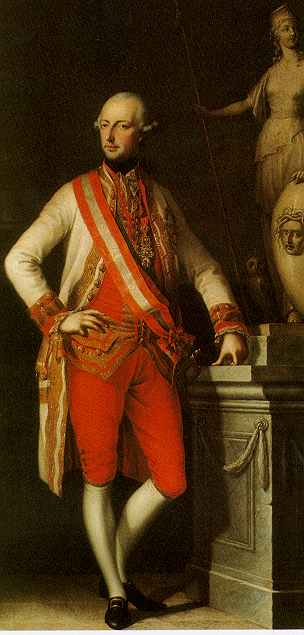
Józef II Habsburg, najstarszy syn i współrządca Marii Teresy

Kasata zakonu jezuitów w 1773 sprawiła, że cesarzowa powołała Fundusz Edukacyjny. Sprawy szkolnictwa wszystkich szczebli powierzono Nadwornej Komisji Edukacyjnej. Na stanowisko naczelnego dyrektora szkolnictwa ludowego powołano reformatora szkolnictwa na pruskim Śląsku, augustianina Johanna Felbigera. Do 1780 pod jego kierownictwem założono ok. 500 nowych szkół ludowych do których podręczniki opracował sam Felbiger.
Za panowania Marii Teresy przeprowadzono również pierwsze kodyfikacje prawa. W 1752 cesarzowa powołała komisję kompilacyjną dla uporządkowania i ujednolicenia orzecznictwa karnego. W toku prac komisji powstał postulat jednolitej ustawy karnej na miejsce praw dotychczasowych. Efektem działalności komisji była wydana w 1768 Constitutio Criminalis Theresiana, który zaliczany jest do grupy kodeksów feudalnych. Theresiana wychodziła z założenia publicznoprawnego charakteru przestępstwa. Rozróżniała przestępstwa publiczne, prywatne i mieszane (np. kradzież). Ze względu na kary przestępstwa dzieliły się na bardzo ciężkie (zagrożone kwalifikowaną karą śmierci), ciężkie (kara śmierci lub wyjęcie spod prawa) i lekkie. Dopuszczała stosowanie analogii w orzecznictwie, wymierzanie kar arbitralnych, zachowywała różnice stanowe oraz szafowała całym katalogiem kwalifikowanych kar śmierci. Do każdego rodzaju dołączone były ryciny zawierające wskazówki prawidłowego wykonywania tortur.
Kodeks ten wywołał szok w oświeceniowej Europie i zyskał sobie miano Nemesis Theresiana. W 1776 dzięki staraniom profesora Josepha von Sonnenfelsa zakazano stosowania tortur. Pod koniec rządów Marii Teresy wykształciła się również praktyka ułaskawiania skazanych na karę śmierci.
W 1753 Maria Teresa powołała kolejną komisję kompilacyjną, która miała za zadanie uporządkować prawo cywilne. Po kilkunastu latach przedstawiono cesarzowej rozwlekły, 8-tomowy, napisany ciężkim językiem Codex Theresianus. Dzięki staraniom Kaunitza został on odrzucony i nie wywarł żadnego wpływu na prace nad ABGB.

## Rozbiór Polski
Projekt rozbioru Polski narodził się po wybuchu wojny rosyjsko-tureckiej w 1768 w głowie kanclerza Kaunitza. Postanowił on wykorzystać ten konflikt dla odebrania Prusom Śląska, ale na drodze pokojowej. Jako rekompensatę Fryderyk II miał otrzymać Prusy Królewskie i Kurlandię oraz zerwać sojusz z Rosją. Plany te zakończyły się jednak fiaskiem. Fryderyk nie miał zamiaru rezygnować ze Śląska, ale Rosjanie odnosili sukcesy w wojnie z Turcją. W odpowiedzi zawarto w 1771 sojusz austriacko-turecki. Nawiązano również rokowania austriacko-pruskie, aby wymusić na Rosji pokojowe uporządkowanie kwestii wschodniej. W tym miejscu narodził się pruski pomysł, aby odepchnięta na Bałkanach Rosja zaspokoiła się terytorialnie kosztem targanej wojną z konfederacją barską Rzeczypospolitej.
Precedens stwarzało zajęcie starostwa spiskiego w 1769 oraz w 1770 starostw podgórskich: nowotarskiego, sądeckiego i czorsztyńskiego. Austria nie planowała żadnej ekspansji na północ od Karpat, ale liczyła, że to, co uda jej się uzyskać kosztem Polski, zdoła wymienić z Prusami na Śląsk.
5 sierpnia 1772 podpisano w Sankt Petersburgu traktaty rozbiorowe. Austria uzyskała 83 tys. km² z 2650 tys. ludności. Były to ziemie zamożne i gęsto zaludnione, z ważnym miastem Lwowem i kopalniami soli. Austriacy uzasadniali swoje prawa do Galicji faktem, że na początku XIII w. ziemie te przez krótki czas należały do królów Węgier, których spadkobierczynią była Maria Teresa.

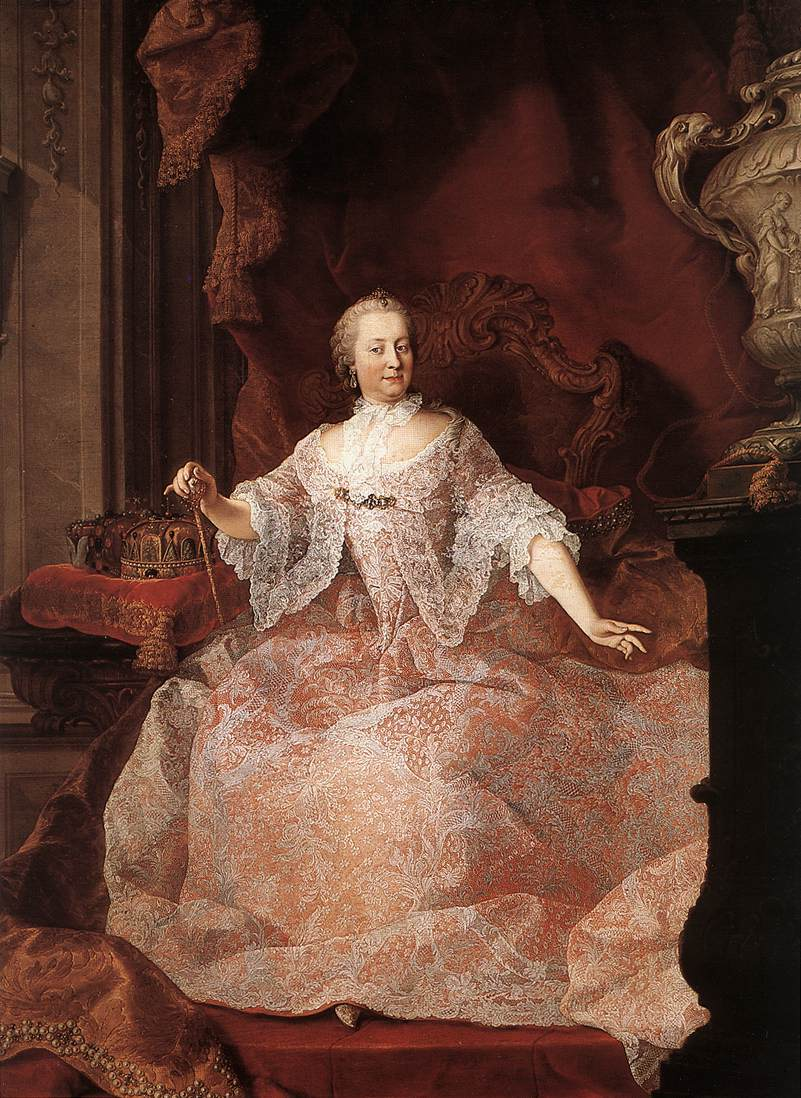
Maria Teresa Habsburg

Cesarzowa odnosiła się początkowo dość przyjaźnie do Polski. Udzieliła schronienia na Górnych Węgrzech Generalności konfederacji barskiej. Kiedy przedstawiono jej do podpisu traktat rozbiorowy, miała podobno zapłakać.

## Ostatnie lata
Po śmierci męża Maria Teresa wciąż aktywnie uczestniczyła w rządzeniu państwem. W 1778 roku wydała Uniwersał dla cechów rzemieślniczych. Kasował wszystkie poprzednie przywileje i porządki cechowe. Stała się jednak bardziej religijna, wiele czasu spędzała na modlitwie. Pod koniec życia przytyła i zaczęła mieć problemy z pamięcią. Starała się prowadzić politykę pokojową, co uzewnętrzniło się podczas wojny o sukcesję bawarską, gdzie wbrew synowi doprowadziło do szybkiego pokoju z Prusami. Kiedy w latach 60. zmarło na ospę kilkoro członków rodziny cesarskiej, Maria stała się gorliwą zwolenniczką inokulacji, której zostały poddane jej dzieci. Coraz więcej czasu spędzała w pałacu Schönbrunn, który z jej inicjatywy został przebudowany na reprezentacyjną rezydencję.
Stała się bardzo konserwatywna w dziedzinie obyczajowości. Powołała słynną „Komisję Cnoty”, która miała czuwać nad moralnością mieszkańców austriackiej stolicy.
Maria Teresa zmarła 29 listopada 1780. Cesarzowa obudziła się o 5 i zażądała kawy. Następnie odbyła wiele rozmów z cesarzem Józefem. Pod wieczór dostała nagle ataku duszności. Próbowała wstać z fotela, ale opadła natychmiast na sofę. Józef zwrócił jej uwagę: Wasz Majestat leży źle. Maria Teresa odpowiedziała mu: Tak, ale wystarczająco dobrze, aby umrzeć. To były jej ostatnie słowa.
Została pochowana w grobie nr 56 w Krypcie Cesarskiej pod Kościołem Kapucynów w Wiedniu.
Zasługą Marii Teresy było zreformowanie i usprawnienie habsburskiej monarchii. Cały czas rządziła samodzielnie. Pomimo braku talentów politycznych dosłużyła się w historiografii miana wybitnej władczyni, w sporej mierze zasłużonego.

## Pełna tytulatura
Maria Teresa, z Bożej łaski cesarzowa rzymska, królowa Niemiec, Węgier, Czech, Dalmacji, Chorwacji, Slawonii, Galicji i Lodomerii, etc., etc. arcyksiężna Austrii, księżna Burgundii, Styrii, Karyntii, Krainy etc. wielka księżna Siedmiogrodu, margrabina Moraw, księżna Brabancji, Luksemburga, Limburga, Geldrii, Wirtembergii, Górnego i Dolnego Śląska, Mediolanu, Mantui, Parmy, Placetii, Guastalli, Oświęcimia, Zatoru, księżna Szwabii, uksiążęcona hrabina Habsburga, Flandrii, Tyrolu, Hennegau, Kyburga, Gorycji i Gradiszki, margrabina Świętego Cesarstwa Rzymskiego, Burgau, Górnych i Dolnych Łużyc, hrabina Namur, pani Marchii Wendyjskiej, Mechelen etc. księżna Lotaryngii, Barii etc. wielka księżna Toskanii, etc., etc.

## Genealogia
| Leopold I Habsburg ur. 9 VI 1640 zm. 5 V 1705 | Leopold I Habsburg ur. 9 VI 1640 zm. 5 V 1705 |                                              |                                              | Eleonora Magdalena Wittelsbach ur. 6 I 1655 zm. 19 I 1720 | Eleonora Magdalena Wittelsbach ur. 6 I 1655 zm. 19 I 1720 |  |  | Ludwik Rudolf z Brunszwiku-Lüneburga ur. 22 VII 1671 zm. 1 III 1735 | Ludwik Rudolf z Brunszwiku-Lüneburga ur. 22 VII 1671 zm. 1 III 1735 |                                                         |                                                         | Krystyna Luiza Oettingen ur. 21 III 1671 zm. 12 IX 1747 | Krystyna Luiza Oettingen ur. 21 III 1671 zm. 12 IX 1747 |
|                                               |                                               |                                              |                                              |                                                           |                                                           |  |  |                                                                     |                                                                     |                                                         |                                                         |                                                         |                                                         |
|                                               |                                               |                                              |                                              |                                                           |                                                           |  |  |                                                                     |                                                                     |                                                         |                                                         |                                                         |                                                         |
|                                               |                                               | Karol VI Habsburg ur. 1 X 1685 zm. 20 X 1740 | Karol VI Habsburg ur. 1 X 1685 zm. 20 X 1740 |                                                           |                                                           |  |  |                                                                     |                                                                     | Elżbieta Krystyna Welf ur. 28 VIII 1691 zm. 21 XII 1750 | Elżbieta Krystyna Welf ur. 28 VIII 1691 zm. 21 XII 1750 |                                                         |                                                         |
|                                               |                                               |                                              |                                              |                                                           |                                                           |  |  |                                                                     |                                                                     |                                                         |                                                         |                                                         |                                                         |
|                                               |                                               |                                              |                                              |                                                           |                                                           |  |  |                                                                     |                                                                     |                                                         |                                                         |                                                         |                                                         |
|                                               |                                               |                                              |                                              |                                                           |                                                           |  |  |                                                                     |                                                                     |                                                         |                                                         |                                                         |                                                         |

|                                                         |                                                         | Franciszek I Lotaryński ur. 8 XII 1708 zm. 18 VIII 1765 OO 12 II 1736 | Franciszek I Lotaryński ur. 8 XII 1708 zm. 18 VIII 1765 OO 12 II 1736 | Maria Teresa Habsburg ur. 13 V 1717 zm. 29 XI 1780        | Maria Teresa Habsburg ur. 13 V 1717 zm. 29 XI 1780        |                                                  |                                                  |                                                       |                                                       |
|                                                         |                                                         |                                                                       |                                                                       |                                                           |                                                           |                                                  |                                                  |                                                       |                                                       |
|                                                         |                                                         |                                                                       |                                                                       |                                                           |                                                           |                                                  |                                                  |                                                       |                                                       |
|                                                         |                                                         |                                                                       |                                                                       |                                                           |                                                           |                                                  |                                                  |                                                       |                                                       |
| Maria Elżbieta Habsburg ur. 5 II 1737 zm. 7 VI 1740     | Maria Elżbieta Habsburg ur. 5 II 1737 zm. 7 VI 1740     | Maria Anna Habsburg ur. 6 X 1738 zm. 19 XI 1789                       | Maria Anna Habsburg ur. 6 X 1738 zm. 19 XI 1789                       | Maria Karolina Habsburg ur. 12 I 1740 zm. 25 I 1741       | Maria Karolina Habsburg ur. 12 I 1740 zm. 25 I 1741       | Józef II Habsburg ur. 13 III 1741 zm. 20 II 1790 | Józef II Habsburg ur. 13 III 1741 zm. 20 II 1790 | Maria Krystyna Habsburg ur. 13 V 1742 zm. 24 VI 1798  | Maria Krystyna Habsburg ur. 13 V 1742 zm. 24 VI 1798  |
|                                                         |                                                         |                                                                       |                                                                       |                                                           |                                                           |                                                  |                                                  |                                                       |                                                       |
| Maria Elżbieta Habsburg ur. 13 VIII 1743 zm. 22 IX 1808 | Maria Elżbieta Habsburg ur. 13 VIII 1743 zm. 22 IX 1808 | Karol Józef Habsburg ur. 1 II 1745 zm. 18 I 1761                      | Karol Józef Habsburg ur. 1 II 1745 zm. 18 I 1761                      | Maria Amalia Habsburg 1) ur. 26 II 1746 zm. 18 VI 1804    | Maria Amalia Habsburg 1) ur. 26 II 1746 zm. 18 VI 1804    | Leopold II Habsburg ur. 5 V 1747 zm. 1 III 1792  | Leopold II Habsburg ur. 5 V 1747 zm. 1 III 1792  | Maria Karolina Habsburg ur. 17 IX 1748 zm. 17 IX 1748 | Maria Karolina Habsburg ur. 17 IX 1748 zm. 17 IX 1748 |
|                                                         |                                                         |                                                                       |                                                                       |                                                           |                                                           |                                                  |                                                  |                                                       |                                                       |
| Maria Joanna Habsburżanka ur. 4 II 1750 zm. 23 XII 1762 | Maria Joanna Habsburżanka ur. 4 II 1750 zm. 23 XII 1762 | Maria Józefa Habsburg ur. 19 III 1751 zm. 15 X 1767                   | Maria Józefa Habsburg ur. 19 III 1751 zm. 15 X 1767                   | Maria Karolina Habsburg 2) ur. 13 VIII 1752 zm. 8 IX 1814 | Maria Karolina Habsburg 2) ur. 13 VIII 1752 zm. 8 IX 1814 | Ferdynand Habsburg ur. 1 VI 1754 zm. 24 XII 1806 | Ferdynand Habsburg ur. 1 VI 1754 zm. 24 XII 1806 | Maria Antonina Habsburg3) ur. 2 XI 1755 zm. 16 X 1793 | Maria Antonina Habsburg3) ur. 2 XI 1755 zm. 16 X 1793 |
|                                                         |                                                         |                                                                       |                                                                       |                                                           |                                                           |                                                  |                                                  |                                                       |                                                       |
| Maksymilian Habsburg ur. 8 XII 1756 zm. 27 VI 1801 \|   |                                                         |                                                                       |                                                                       |                                                           |                                                           |                                                  |                                                  |                                                       |                                                       |

1. żona Ferdynanda I Burbona, księcia Parmy
2. żona Ferdynanda I Burbona, matka Marii Amelii Burbon
3. żona Ludwika XVI, króla Francji